# Castrat
Pour l’article ayant un titre homophone, voir castra.
Un castrat est un chanteur de sexe masculin ayant subi la castration avant sa puberté, dans le but de conserver le registre aigu de sa voix enfantine, tout en bénéficiant du volume sonore produit par la capacité thoracique d'un adulte. Le phénomène musical des castrats apparaît dans la deuxième moitié du XVIe siècle en Occident. Il se développe principalement en Italie et disparaît entre la fin du XIXe et le début du XXe siècle. Les historiens rapportent que les meilleurs castrats pouvaient rivaliser en puissance, technique et hauteur avec une petite trompette. Le mot désigne également le type de voix obtenu au moyen de cette opération.

## Histoire
Les premiers chanteurs castrés apparaissent dans l'Empire byzantin. En Occident, les premiers castrats connus chantent dans la chapelle du duc de Ferrare à la fin des années 1550 ; le duc évoque le recours aux castrats comme s'agissant d'un phénomène classique. À la même époque, Guillaume de Gonzague, troisième duc de Mantoue, emploie dans sa chapelle personnelle des « petits chanteurs français » (« cantoretti francesi »), qui sont peut-être des castrats. Le premier castrat, d'origine espagnole, entre dès 1582 dans les effectifs du chœur de la chapelle Sixtine, c'est-à-dire la chapelle privée du pape, qui avait déjà recruté des falsettistes espagnols auparavant. Cette importance des Espagnols parmi les premiers castrats a de quoi surprendre, car l'Espagne n'est pas un centre connu de production de castrats. On a suggéré que la pratique trouvait son origine chez les Maures espagnols, mais sans élément pour appuyer cette thèse. En 1589, le pape Sixte Quint autorise formellement l'emploi de castrats dans le chœur de la chapelle Giulia de la basilique Saint-Pierre par la bulle Cum pro nostro pastorali munere et en 1599, on trouve officiellement deux chanteurs, prêtres oratoriens, qualifiés de eunuchi.

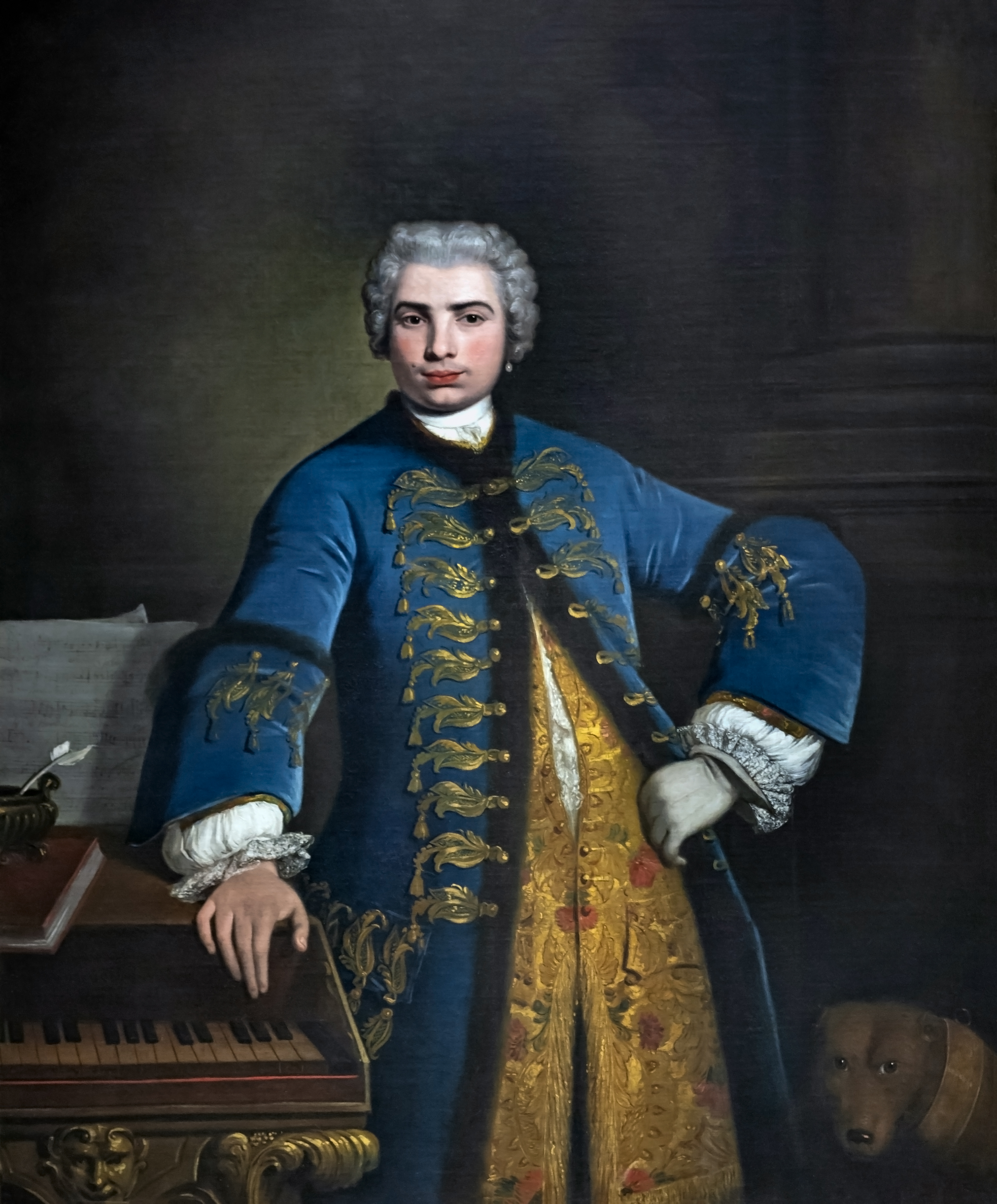
Farinelli (1705-1782), le plus célèbre des castrats.

Au début du XVIIe siècle, on retrouve des castrats au service de tous les princes dirigeants italiens, que ce soit pour la musique sacrée ou profane ; le phénomène se développe également dans les cours allemandes. Tous ces chanteurs sont italiens, ou du moins ont été castrés et formés en Italie ; à quelques exceptions près, ce principe restera vrai tout au long de l'histoire des castrats. Leur développement ne s'explique pas par l'essor de l'opéra : le recours aux castrats devient courant d'abord dans les chapelles et inversement, il faut attendre au moins le milieu du XVIIe siècle pour que l'habitude se prenne d'attribuer à un castrat le rôle-titre d'un opéra.
L'interdiction à Rome pour les femmes de chanter sur scène n'est pas non plus une explication suffisante. D'abord, elle n'est pas réellement respectée avant la fin des années 1670. Ensuite, elle aurait pu conduire à préférer les jeunes garçons ou les falsettistes pour chanter dans les registres aigus. Cependant, les garçons présentent le défaut de muer peu de temps après la fin de leur formation, alors que le timbre des falsettistes est considéré comme frêle et peu satisfaisant par rapport à celui des castrats. Quand on en trouve dans une partie soprano, cela semble s'expliquer par la difficulté de trouver un castrat ou par le coût trop élevé de ce dernier. On trouve cependant des falsettistes au pupitre alto : curieusement, plusieurs papes interdisent à des castrats de tenir cette partie, alors qu'ils les acceptent comme sopranos.
Le phénomène des castrats s'explique peut-être par la prééminence accordée aux voix les plus aiguës : quand l'opéra prend son essor, dans le deuxième quart du XVIIe siècle, les sopranos, castrats ou femmes, sont mieux payés que les ténors et les basses. Dans les chœurs religieux également, et sous réserve de l'ancienneté, les castrats et les ténors obtiennent de meilleurs émoluments que les basses. Parmi les castrats eux-mêmes, ceux qui chantent des rôles d'altos de temps à autre semblent être moins estimés que ceux qui se cantonnent aux rôles sopranos. Parallèlement, le développement de la voix solo exige des interprètes plus professionnels, ayant reçu une formation plus poussée. Or les filles ne peuvent pas être entraînées avant que leur voix ne mue[source insuffisante], alors que les garçons castrés peuvent débuter jeunes la formation, à un âge où ils sont plus malléables, et peuvent commencer à travailler plus tôt.

### En France
Le castrat règne sur l'Europe du xviiie siècle, en particulier l'Italie où les contreténors sont délaissés, mais également en Angleterre, apprécié tout particulièrement de Henry Purcell. En revanche, la France n'a jamais vraiment accepté les castrats,. Le cardinal Jules Mazarin tente de les imposer sur les scènes du pays. Il les fait notamment venir d'Italie au début des années 1640 pour jouer des opéras italiens, dont Orfeo de Luigi Rossi pour sa création en 1647 au théâtre du Palais-Royal, tels que Marc'Antonio Pasqualini. Après que Louis XIV accède pleinement au pouvoir, les castrats sont progressivement destitués des rôles principaux jusqu'à être virtuellement prohibés. Ils ne peuvent de fait plus jouer sur les scènes lyriques du royaume car les partitions des ouvrages ne les incluent pas, les excluant ainsi de toutes les tragédies lyriques qu'il fait créer avec Jean-Baptiste Lully. Déjà en 1660, les personnages des ouvrages lyriques représentant le roi sur scène ne sont pas attribués à des castrats, réduisant ainsi la hauteur de la tessiture du chanteur, pour mieux convenir au statut royal, jusqu'à être totalement absents des distributions. L'état de santé et la mort du cardinal Mazarin en 1661 achève de faire tomber les castrats en disgrâce. La seule exception à cette interdiction tacite est qu'il les autorise à rejoindre la Chapelle royale à partir de 1680. Le rejet du castrat en France est associé aussi bien à la teneur de la voix du chanteur et aux potentielles répercussions que produit la castration qu'à la préséance progressive de l'art français sur l'opéra italien, témoin de l'affaiblissement de son influence dans le royaume, et procédant ainsi à une francisation de l'art lyrique. De plus, la tragédie lyrique, ne comprenant plus de grands airs virtuoses propres à mettre en avant ces chanteurs, ne laissait pas de place aux castrats. Les enjeux culturels et politiques, à mesure que le roi prend de l'âge, prennent le pas sur la valeur artistique du castrat. Par ailleurs, les femmes, qui ne sont pas autorisées à monter sur les planches en Italie, montent progressivement sur scène pour chanter des rôles qui leur sont dévolus. Les castrats sont régulièrement conspués et font l'objet d'une très mauvaise réputation dans le pays dans les siècles qui suivent, au point que les chanteurs contreténors, voire simplement ténors légers, des siècles suivants précisent en amont des concerts qu'ils sont pères de famille.

## La castration
L'opération elle-même est mal connue. Un Traité des eunuques publié par Charles Ancillon en 1707 décrit plusieurs méthodes : une castration vraie ou une section du cordon spermatique. L'enfant, généralement âgé de 6 à 8 ans, est le plus souvent endormi à l'aide d'un somnifère (on utilisait souvent de l'opium) pendant l'opération, puis plongé dans un bain très chaud qui conduit les testicules à se flétrir puis disparaître quand ils n'ont pas été coupés. En aucun cas on ne procède à une ablation du pénis. Aucun décès n'est signalé à la suite de l'opération, ce qui n'implique pas qu'il n'y en ait pas eu, mais laisse penser que le taux de décès restait dans la norme de l'époque.
Dans l'ensemble, l'opération semble relativement bénigne : à la fin du XVIIe siècle, un chirurgien spécialisé estime à 13 jours le temps nécessaire à l'opération et à la convalescence. On a connaissance d'opérations ratées : un jeune chanteur soprano de Saint-Jean-de-Latran n'est castré que d'un côté et sa voix mue quand il atteint 13 ans.
Contrairement aux individus émasculés avant ou après la puberté – eunuques de harem, esclaves, certains skoptzys – les castrats pouvaient aussi subir la castration par « l’ablation ou l’écrasement des testicules », mais conservent la verge.
La castration ne fait pas l'objet d'une pudibonderie particulière au XVIIe et au début du XVIIIe siècle : elle est évoquée sans détours par les familles qui sollicitent une aide financière pour la payer, ou qui contractent avec un professeur de chant qui prendra la charge de leur fils. Les lettres sont parfois rédigées au nom de l'enfant, qui demande à être castré pour éviter que sa voix ne mue. C'est seulement par la suite que la castration est présentée comme la conséquence médicale d'une maladie ou d'un accident, comme une chute de cheval dans le cas de Farinelli,, ou, plus curieusement, une morsure de cygne ou de sanglier. Au milieu du XIXe siècle, ces derniers sont présentés comme les responsables du sort de tous les castrats de la chapelle Sixtine.

## Voix
Le mot désigne également le type de voix obtenu au moyen de cette opération. La voix du castrat possédait une tessiture, généralement très étendue, s'apparentant plus ou moins à celle d'un mezzo-soprano coloratura, mais dont le timbre était, dit-on, tout à fait incomparable. Selon la hauteur relative de son ambitus vocal, un castrat pouvait cependant être classé soprano ou contralto.
Au XVIIe siècle, les partitions allaient rarement au-delà du sol 4. Progressivement les compositeurs poussèrent les castrats dans l'aigu, voire le suraigu. Cusanino passait du do 3 au do 5, Farinelli du do 2 au do 5 tandis que Domenico Annibali atteignait le fa suraigu.
Les castrats étaient très en vogue pendant la période baroque et le développement de leur technique vocale est indissociable des progrès accomplis dans le domaine du bel canto. Ils étaient capables d'interpréter différentes œuvres lyriques normalement hors de la portée d'une voix d'homme adulte. Farinelli fut l'un des plus célèbres.
La pratique de la castration dans le but d'obtenir ce type de voix ayant été interdite par le pape Clément XIV à la fin du XVIIIe siècle, les castrats ont disparu au cours du siècle suivant. Il nous reste un enregistrement sur cylindre de cire du dernier castrat, Alessandro Moreschi, qui était en fin de carrière et dont la voix est assez chevrotante.
Quelques exemples bien connus de rôles écrits à l'origine pour voix de castrat :
- le rôle-titre dans Giulio Cesare de Haendel ;
- le rôle d'Orphée dans Orfeo ed Euridice (version de Vienne) de Gluck ;
- le rôle de Sesto dans La Clémence de Titus de Mozart.

De nos jours, en l'absence de castrats, le répertoire destiné à ce genre de voix est habituellement interprété, soit par des contreténors, soit par des mezzo-sopranos, possédant une voix particulièrement agile et étendue.

## Physiologie

### Conséquences sur la voix
L'absence de sécrétion de testostérone empêche la mue vocale. Le larynx ne descend pas et reste ainsi proche des cavités de résonance, contrairement à l'homme ou à la femme, quoiqu'à un degré moindre pour celle-ci. Cette position, ainsi que l'absence de la pomme d'Adam, donne à la voix davantage de clarté et joue sur la brillance des harmoniques. L'entraînement permettait au castrat de développer la musculature des cordes vocales, donc d'avoir une voix plus puissante.
Le développement de la cage thoracique rajoutait à la caisse de résonance au service des cordes vocales.

### Autres conséquences
L'opération entraînait des mutations morphologiques tels que l'absence de pomme d'Adam ou de pilosité, encore que les sécrétions restantes des glandes surrénales permettaient de conserver une pilosité pubienne. Les castrats pouvaient avoir des relations sexuelles (à l'exception de la production de spermatozoïdes). La suractivation des hormones féminines pouvait donner des caractères plus féminins aux castrats, notamment une tendance à l'obésité par les dépôts graisseux sur les cuisses et les hanches ou au développement des seins.
La taille parfois plus élevée que la moyenne était due à une suractivation de l'hormone de croissance (activité hypophysaire) non compensée par la testostérone. L'ossification des cartilages était également retardée par l'absence de mue, permettant un allongement relatif des os longs.
Enfin, la neurasthénie était fréquente chez les castrats, marqués par le traumatisme de leur mutilation mais aussi du au manque de testostérone provoquant une fatigue hormonale, parfois accompagnée d'un état dépressif ou d'irritabilité. Il s'agit aussi d'effets liés à leur position sociale : couverts de gloire et adulés, ils n'en souffraient pas moins d'une certaine solitude.

## Castrats célèbres
- Baldassare Ferri (1610-1680)
- Atto Melani (1626-1714)
- Antonio Bagniera (1638-1740)
- Giovanni Grossi dit « Siface » (1653-1697)
- Francisco Pistocchi (1659-1726)
- Domenico Gizzi (1680–1758)
- Nicolò Grimaldi dit Nicolini (1673-1732), créateur du Rinaldo de Haendel
- Antonio Bernacchi (1685-1756)
- Francesco Bernardi dit « Senesino » (?-1759), chanteur pour Haendel dans les années 1720
- Giovanni Carestini (v. 1704-1760), chanteur pour Vinci puis pour Haendel en 1734-1735
- Carlo Broschi dit « Farinelli » (1705-1782), chanteur pour Porpora, Vinci et Hasse
- Domenico Annibali dit « Domenichino » (1705-1779), chanta pour Haendel et Hasse
- Gaetano Majorano dit « Caffarelli » (1710-1783), chanteur pour Porpora, Hasse, Pergolesi et Haendel en 1737-1738
- Felice Salimbeni (1712-1752), chanteur pour Porpora, Graun et Jommelli
- Gioacchino Conti dit « Gizziello » (1714-1761), chante notamment pour Haendel en 1735-1737
- Mariano Nicolini dit « Marianino » (c. 1715–58), chante pour Vivaldi, Giacomelli et Pergolesi
- Giovanni Manzuoli (1720-1782), chante pour Vivaldi, Leo et Mozart
- Antoine Albanèse (1729 ou 1731-1800)
- Gaetano Guadagni (1729-1792), créateur du rôle titre de l'Orfeo de Gluck
- Girolamo Crescentini (1762-1846)
- Venanzio Rauzzini (1746-1810), créateur du motet Exsultate, jubilate de W.A. Mozart
- Giovanni Velluti (1780-1861), créateur de Il crociato in Egitto de Meyerbeer, et de Aureliano in Palmira de Rossini
- Domenico Mustafà (1829-1912)
- Giovanni Cesari (1843-1904)
- Domenico Salvatori (1855-1909)
- Alessandro Moreschi (1858-1922), le seul castrat pour lequel on dispose d'enregistrements, réalisés en 1902-1904[21]